# Mark-Jan Fledderus
Mark-Jan Fledderus (Coevorden, Drenthe, Países Bajos, 14 de diciembre de 1982) es un futbolista neerlandés. Juega de centrocampista y su equipo actual es el Roda JC de la Eredivisie de Holanda. 

## Clubes
| Club             | País         | Año        |
| ---------------- | ------------ | ---------- |
| SC Heerenveen    | Países Bajos | 2002-2004  |
| Telstar (cedido) | Países Bajos | 2004       |
| FC Groningen     | Países Bajos | 2004-2008  |
| Heracles Almelo  | Países Bajos | 2008-      |
| Roda JC          | Países Bajos | 2011- 2014 |